# Весёлые Горы (Кролевецкий район)
Веселые Горы (укр. Веселі Гори) — село,
Червоноранковский сельский совет,
Кролевецкий район,
Сумская область,
Украина.
Код КОАТУУ — 5922688203. Население по переписи 2001 года составляло 26 человек .

## Географическое положение
Село Веселые Горы находится на берегу безымянного пересыхающего ручья, который через 7 км впадает в реку Сейм.
На расстоянии в 1 км расположено село Лапшино, в 2,5 км — село Божок.
В 2-х км проходит автомобильная дорога М-02 (E 101).